# إرنست انجلوا
إرنست انجلوا (بالفرنسية: Ernest Langlois)‏ هو مختص في الدراسات القروسطية ‏ ومؤرخ فرنسي، ولد في 4 سبتمبر 1857 في Heippes ‏ في فرنسا، وتوفي في 15 يوليو 1924 في ليل في فرنسا.